# Bedersdorf
Pour le hameau de Moselle homonyme Bédestroff, voir Bourgaltroff.
Bedersdorf (en sarrois Beedeschtroff) est un quartier de la commune de Vaudrevange, en Sarre.

## Géographie

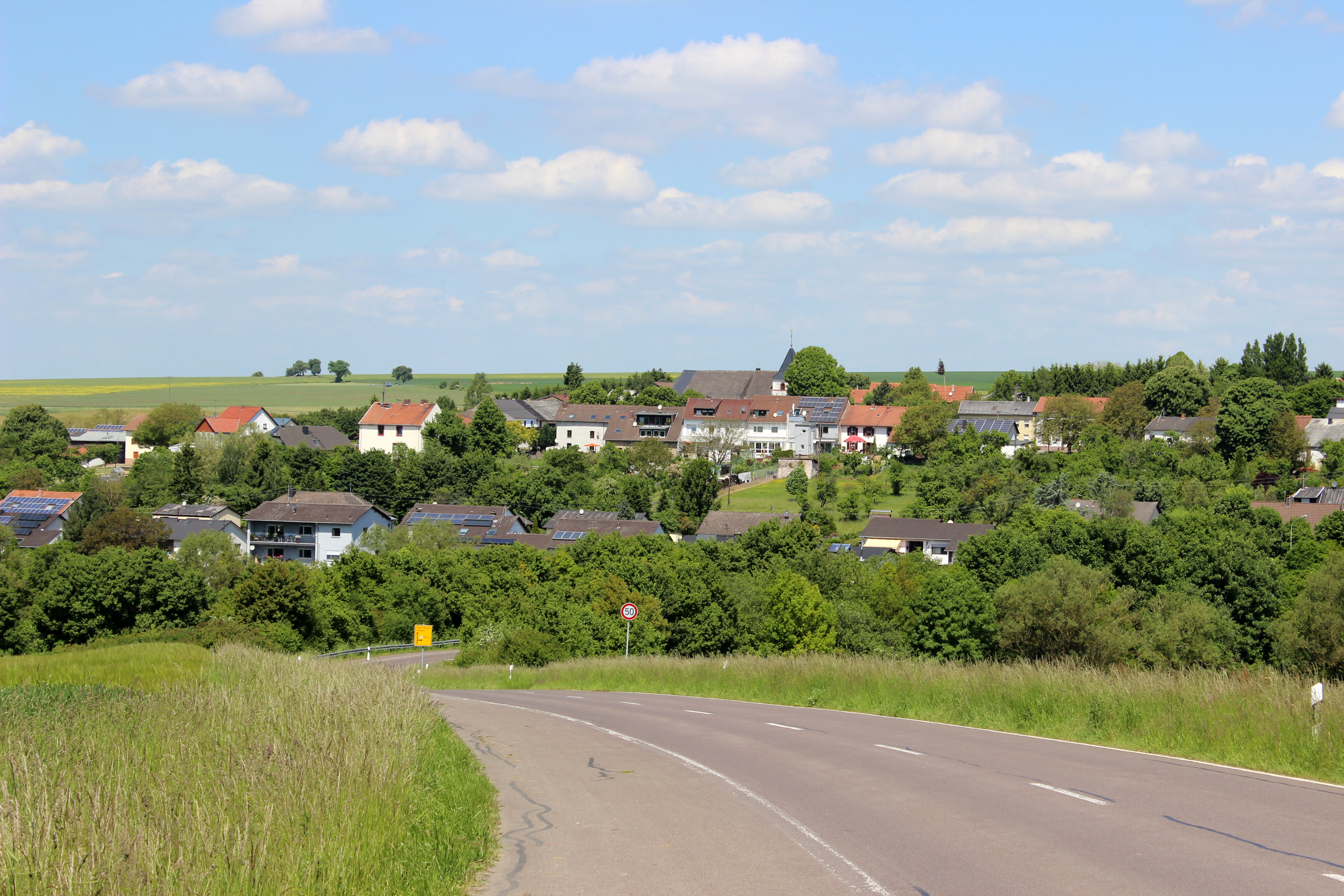
Vue du village.

## Toponymie
- Bedestroff, Bedersdorf.

## Lieux et monuments

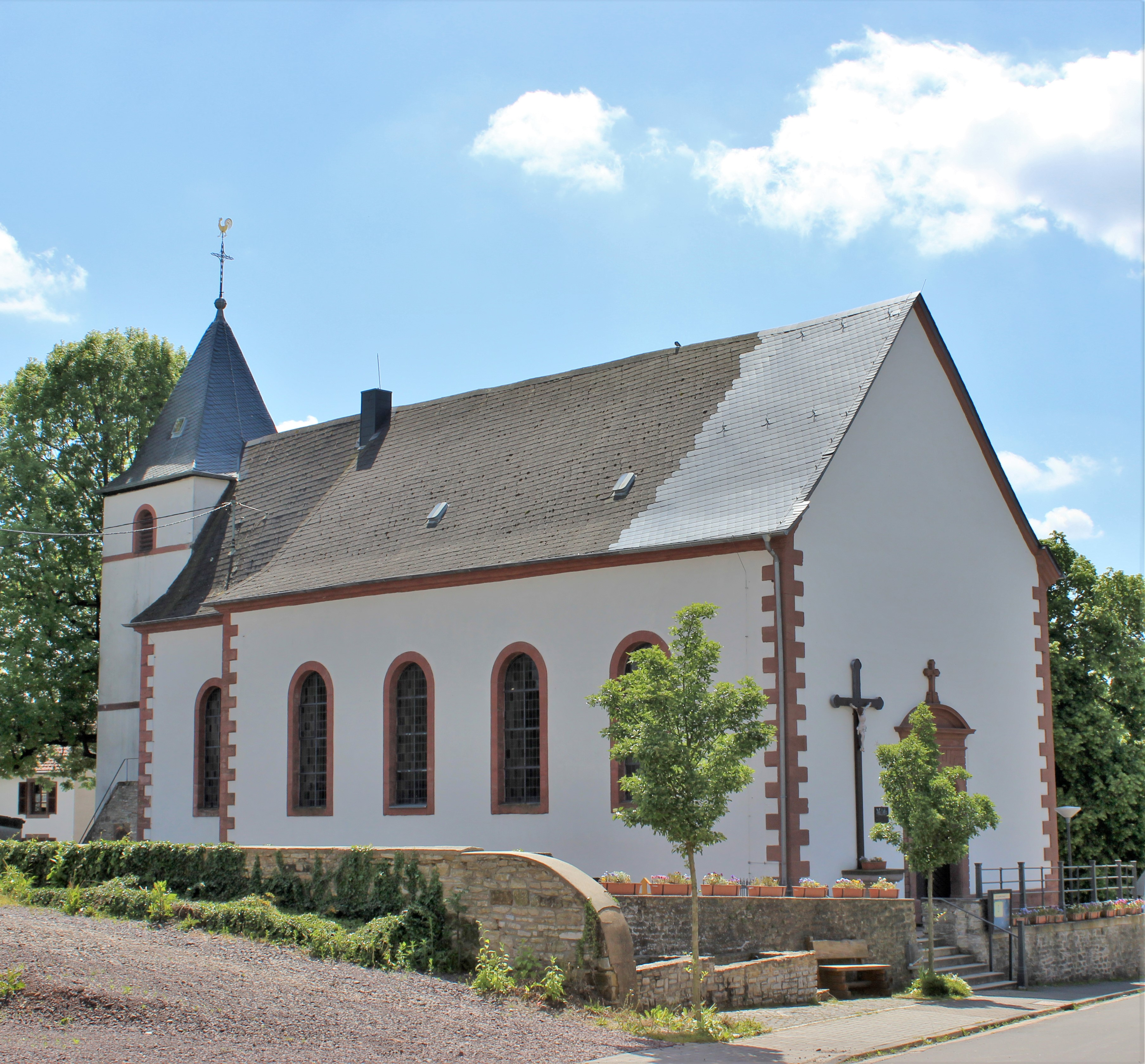
St. Margaretha